# Oak Creek (Colorado)
Oak Creek è un centro abitato (town) degli Stati Uniti d'America, situato nella contea di Routt dello Stato del Colorado. Nel censimento del 2000 la popolazione era di 849 abitanti.

## Geografia fisica
Secondo i rilevamenti dell'United States Census Bureau, Oak Creek si estende su una superficie di 0,3 km².